# Taylor Swift: The Eras Tour
Taylor Swift: The Eras Tour ist ein 2023 produzierter US-amerikanischer Konzertfilm der Singer-Songwriterin Taylor Swift. Unter der Regie von Sam Wrench zeigt der Film einen Zusammenschnitt aus drei von Swifts Konzerten in Inglewood während ihrer The Eras Tour (2023 bis 2024). Swift schloss für den Film eine Vertriebsvereinbarung unmittelbar mit AMC Theatres und Cinemark Theatres ab, nachdem die Verhandlungen mit großen Filmstudios gescheitert waren. Der Konzertfilm erschien in etwa 8.500 Kinos in über 100 Ländern und Territorien. Mit weltweiten Einnahmen von über 260 Millionen US-Dollar gilt das Werk als umsatzstärkster Konzertfilm aller Zeiten.

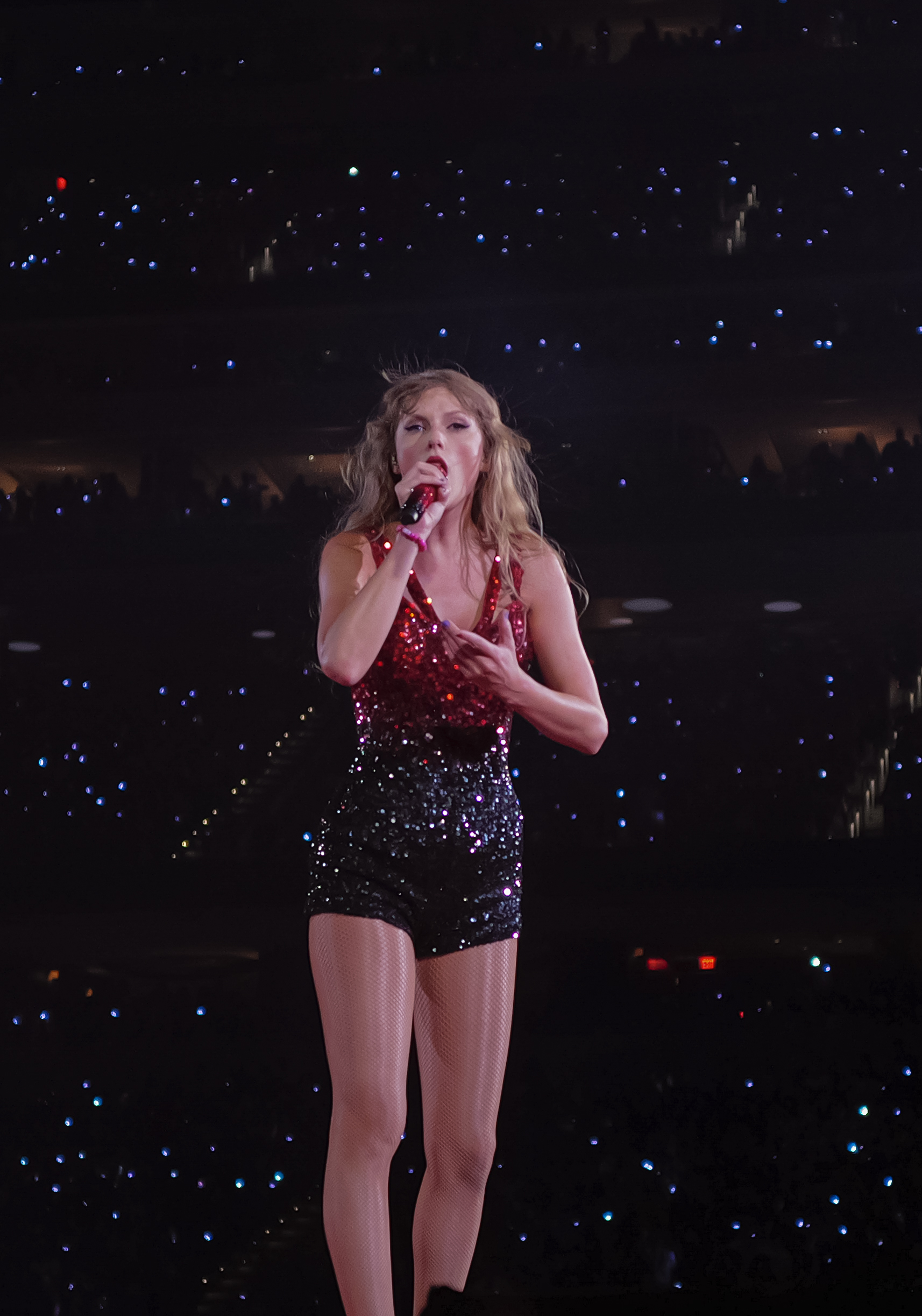
Taylor Swift singt I Knew You Were Trouble.

## Veröffentlichung
Am 31. August 2023 kündigte Swift mit Taylor Swift: The Eras Tour einen Konzertfilm der The Eras Tour an, der zunächst in nordamerikanischen Kinos ausgestrahlt werden sollte. Am 26. September wurden auch international teilnehmende Kinos bekanntgegeben, unter anderem in Deutschland, Österreich und der Schweiz. Der Film wurde am 11. Oktober in Los Angeles uraufgeführt. Der internationale Kinostart erfolgte am 13. Oktober in über 100 Ländern und Territorien, zumal bereits am 12. Oktober Voraufführungen in den Vereinigten Staaten und Kanada stattfanden. In einigen weiteren Ländern erfolgte die Veröffentlichung am 3. November. Ursprünglich sollte am 13. Oktober ebenfalls der Horrorfilm Der Exorzist – Bekenntnis in den Kinos erscheinen. Um nicht mit dem Kinostart des Konzertfilms zu kollidieren, kündigte der Produzent Jason Blum kurzfristig an, die Veröffentlichung um eine Woche vorzuverlegen.
Wie Swift am 27. November bekannt gab, steht seit ihrem Geburtstag am 13. Dezember 2023 eine erweiterte Version – die Taylor Swift | The Eras Tour (Extended Version) – als Video-on-Demand zum Ausleihen zur Verfügung.
Diese enthält zusätzlich zur Kinofassung die Auftritte zu den Liedern Wildest Dreams, The Archer und Long Live.
Am 7. Februar 2024 teilte Disney mit, dass der Konzertfilm ab dem 15. März als Taylor Swift | The Eras Tour (Taylor’s Version) auf Disney+ erscheinen werde. Diese Version enthalte fünf weitere Auftritte, darunter der zu Cardigan.
Am 11. Dezember 2023 wurde bekannt, dass Taylor Swift: The Eras Tour für einen Golden Globe Award in der 2024 neu eingeführten Kategorie Cinematic and Box Office Achievement nominiert ist. Um nominiert zu werden, muss der Film an der Abendkasse mehr als 150 Millionen US-Dollar einbringen, davon müssen 100 Millionen Dollar aus US-Verkäufen stammen.
Nach dem Kinostart in der Volksrepublik China im Januar 2024 kam der Konzertfilm auf rund 261,6 Millionen US-Dollar weltweite Einnahmen. Auf Disney+ wurde der Film in den ersten drei Tagen nach seiner Veröffentlichung bereits 4,6 Millionen Mal angesehen und wurde damit nach Angaben der Plattform die Nummer eins unter den Musikfilmen. Disney soll 75 Millionen Dollar für die Streaming-Rechte bezahlt haben.
Am 10. August 2024 wurde der Konzertfilm erstmals auf ORF 1 im Free-TV ausgestrahlt. Es handelte sich dabei um eine Reaktion auf die nicht stattgefundenen Konzerte in Wien, die aufgrund eines geplanten Terroranschlags kurzfristig abgesagt wurden.

## Produktion
Der Filmdreh fand zwischen dem 3. und 5. August an drei der sechs Shows im SoFi Stadium in Inglewood statt. Die Regie führte Sam Wrench, der zuvor auch an Filmen für Billie Eilish und Lizzo mitwirkte. Swift produzierte den Film über ihre eigene Produktionsfirma Taylor Swift Productions, über welche sie seit 2018 ihre Musikvideos und Filme veröffentlicht. Puck schätzte die Produktionskosten auf 10 bis 20 Millionen US-Dollar, wobei unklar ist, ob beispielsweise Werbe- und Vertriebskosten berücksichtigt wurden. Ungewöhnlich ist die Ausschaltung der großen Filmstudios und der üblichen Filmverleihe in den USA und stattdessen eine direkte Vereinbarung mit der Kinokette AMC Theatres mit festen Eintrittspreisen und einheitlichen Erlösanteilen bei von AMC organisierter Vorführung in anderen Kinos. Die Ticketpreise wurden auf 19,89 US-Dollar für Erwachsene und 13,13 US-Dollar für Kinder und Senioren angesetzt (zusätzlich Steuern). Dabei wird auf Swifts fünftes Studioalbum 1989, beziehungsweise Swifts Glückszahl 13 angespielt.